# Miss Anthropocene
Miss Anthropocene — пятый студийный альбом канадской певицы и продюсера Граймс, выпущенный на лейбле 4AD 21 февраля 2020 года.

## История создания
Летом 2017 Граймс подтвердила, что работает над новой музыкой. В начале 2018 Граймс поделилась информацией, о том, что она планирует записать две пластинки, одна из которых будет иметь более светлое звучание и станет последним релизом на лейбле 4AD, а вторая более экспериментальная и тёмная.
В мае 2018 певица опубликовала рабочие названия своих новых песен в Instagram, а чуть позднее поделилась отрывками двух новых треков «4ÆM» и «IDORU».
В июне 2018 Граймс появилась в рекламном ролике Apple — Behind The Mac, в котором рассказала о процессе создания музыки, видео, а также картин на своём MacBook. В ролике звучало демо её песни «My Name Is Dark».
В начале ноября 2018 Граймс сообщила в Twitter, что новая музыка «неизбежна» и что она завершила работу над обложкой нового сингла. 26 ноября 2018 Граймс запустила сайт с новым мерчем на русском языке, а также анонсировала новый сингл «We Appreciate Power», записанный совместно с американской певицей HANA. Премьера сингла состоялась 29 ноября. На песню также был отснят видеоклип, однако его премьера была перенесена на неопределённый срок. В этот же день в сеть были слиты демоверсии песен «4 AM», «Death Angels» и «Darkseid». По словам певицы, сингл «We Appreciate Power» был вдохновлен творчеством северокорейской рок-группы Moranbong Band и написан от лица «сторонниц искусственного интеллекта». «Просто слушайте эту песню, и будущие ИИ-правители увидят, что вы поддержали их идею, и с меньшей вероятностью удалят ваших потомков», — говорится в пресс-релизе.
10 января 2019 певица делится отрывком своей новой песни «So Heavy I Fell Through the Earth» в Twitter и подтверждает, что она войдёт в её грядущий альбом. Граймс описывает песню как «очень мрачную балладу» в стиле ню-метал о сражении с Балрогом (демоническое существо во вселенной Джона Рональда Руэла Толкина) в центре Земли, что, возможно, является «метафорой секса» или просто песней о бессоннице.
В апреле 2019 Граймс снялась для журнала FLAUNT. В видеоролике, снятом журналом, прозвучала новая песня исполнительницы, предположительно записанная для грядущего альбома. В интервью певица рассказала, что Miss Anthropocene возможно станет её последним альбомом. Она призналась, что работает над пластинкой только потому, что обязана выпустить альбом по контракту с лейблом. Граймс также отметила, что ей значительно удобнее работать в формате EP или выпускать песни сразу же после их завершения. Певица также рассказала о своём желании отказаться от идеи гастролей и послать в тур вместо себя голограмму, так как она безумно боится сцены и концертов.

## Релиз
Анонс альбома состоялся 19 марта 2019 на странице Граймс в Instagram. В описании под публикацией, Си описала пластинку как «концептуальный альбом об антропоморфной богине, которая изменяет климат». Граймс также добавила, что каждая песня будет «воплощением человеческого вымирания, показанного через демоническую поп-звезду». Релиз альбома намечен на осень 2019, однако Граймс сообщила, что может выпустить EP или ещё несколько синглов до выхода Miss Anthropocene. Работа над альбомом была завершена в сентябре 2019.
13 августа 2019 Граймс опубликовала в Instagram рекламный ролик совместной коллекции Стеллы Маккартни и Адидас, лицом которой она является. Описание под видео гласило, что релиз её нового сингла из грядущей пластинки состоится 13 сентября, однако через некоторое время публикация была удалена.
3 сентября 2019 Граймс скрыла все публикации на своей странице в Instagram и опубликовала арт, связанный с тематикой предстоящего альбома. В описании под публикацией певица написала: «Новый способ умереть! 2 дня». В этот же день в сети появился трек-лист альбома. 5 сентября 2019 состоялась премьера сингла «Violence», записанного совместно с i o. Режиссёром видеоклипа выступила сама певица.
25 октября 2019 незаконченная версия альбома была слита в сеть.
11 ноября 2019 певица анонсировала сингл «So Heavy I Fell Through the Earth», а также опубликовала обложку, авторами которой стали художники и дизайнеры сёстры Поповы. Премьера сингла состоялась 15 ноября 2019. Вместе с выходом лид-сингла стал доступен пред-заказ альбома Miss Anthropocene, релиз которого состоится 21 февраля 2020 года. В поддержку предстоящего альбома, певица планирует выпустить 5-6 синглов до выхода альбома. Релиз сингла «My Name Is Dark» состоялся 29 ноября 2019. 13 декабря 2019 певица выступила на The Game Awards 2019 с новым синглом «4ÆM», который также войдёт в саундтрек компьютерной игры Cyberpunk 2077, в которой Граймс озвучила персонажа Lizzy Wizzy. После выступления новый сингл стал доступен на всех музыкальных платформах.
12 февраля 2020 состоялся релиз сингла «Delete Forever». В интервью для Apple Music Beats 1 Граймс рассказала, что её новый сингл посвящён эпидемии опиоидов, отметив, что она написала ее в ночь, когда умер рэпер Lil Peep.  Через день после премьеры сингла был выпущен видеоклип.
21 февраля 2020 альбом был выпущен на всех музыкальных платформах.
1 января 2021 года Граймс выпустила Miss Anthropocene: Rave Edition, ремикс-альбом с новыми версиями альбомных песен от таких исполнителей как: BloodPop, Channel Tres, Richie Hawtin, Modeselektor, Rezz и других

## Список композиций
Слова и музыка всех песен — Клэр Элис Буше, за исключением «Violence», написанная Буше и Гарретом Локхартом, и «We Appreciate Power», написанная Буше, Ханой Пестл и Крисом Греатти. 
| №   | Название                             | Продюсер(ы)                    | Длительность |
| --- | ------------------------------------ | ------------------------------ | ------------ |
| 1.  | «So Heavy I Fell Through The Earth»  | Клэр Элис Буше                 | 6:08         |
| 2.  | «Darkseid» (featuring 潘PAN)         | Клэр Элис Буше                 | 3:44         |
| 3.  | «Delete Forever»                     | Клэр Элис Буше                 | 3:57         |
| 4.  | «Violence» (featuring i o)           | Клэр Элис Буше, Гаррет Локхарт | 3:40         |
| 5.  | «4ÆM»                                | Клэр Элис Буше                 | 4:30         |
| 6.  | «New Gods»                           | Клэр Элис Буше                 | 3:15         |
| 7.  | «My Name Is Dark»                    | Клэр Элис Буше                 | 5:56         |
| 8.  | «You'll miss me when I'm not around» | Клэр Элис Буше                 | 2:41         |
| 9.  | «Before the fever»                   | Клэр Элис Буше                 | 3:37         |
| 10. | «IDORU»                              | Клэр Элис Буше                 | 7:12         |

| №   | Название                                            | Продюсер(ы)                              | Длительность |
| --- | --------------------------------------------------- | ---------------------------------------- | ------------ |
| 11. | «We Appreciate Power» (featuring HANA)              | Клэр Элис Буше, Крис Греатти, Хана Пестл | 5:35         |
| 12. | «So Heavy I Fell Through the Earth (Algorithm Mix)» | Клэр Элис Буше                           | 3:53         |
| 13. | «Violence (Club Mix)» (featuring i_o)               | Клэр Элис Буше, Гаррет Локхарт           | 4:12         |
| 14. | «My Name is Dark (Algorithm Mix)»                   | Клэр Элис Буше                           | 4:04         |
| 15. | «IDORU (Algorithm Mix)»                             | Клэр Элис Буше                           | 4:47         |